# Mistrzostwa Panamerykańskie w Kolarstwie Szosowym 2022
Mistrzostwa Panamerykańskie w Kolarstwie Szosowym 2022 – zawody mające wyłonić najlepszych kolarzy szosowych w Ameryce, które odbyły się w dniach od 12 do 15 maja 2022 w San Juan.

## Medaliści

### Mężczyźni

#### Elita
| Wyścig                               | Złoto              | Srebro          | Brąz         | Źródło |
| ------------------------------------ | ------------------ | --------------- | ------------ | ------ |
| jazda indywidualna na czas (12 maja) | Rodrigo Contreras  | Walter Vargas   | Orluis Aular | [ 1 ]  |
| wyścig ze startu wspólnego (15 maja) | Emiliano Contreras | Sebastián Novoa | Sixto Núñez  | [ 2 ]  |

#### U23
| Wyścig                               | Złoto               | Srebro       | Brąz              | Źródło |
| ------------------------------------ | ------------------- | ------------ | ----------------- | ------ |
| jazda indywidualna na czas (12 maja) | Juan Manuel Barboza | Johan Porras | Adrian Etcheberry | [ 3 ]  |
| wyścig ze startu wspólnego (14 maja) | Nicolás Gómez       | Bredio Ruíz  | Vicente Rojas     | [ 4 ]  |

### Kobiety

#### Elita
| Wyścig                               | Złoto           | Srebro         | Brąz               | Źródło |
| ------------------------------------ | --------------- | -------------- | ------------------ | ------ |
| jazda indywidualna na czas (12 maja) | Lilibeth Chacón | Lina Hernández | Antonella Leonardi | [ 5 ]  |
| wyścig ze startu wspólnego (15 maja) | Arlenis Sierra  | Catalina Soto  | Fabiana Granizal   | [ 6 ]  |